# 순천 동화사 마을숲
순천 동화사 마을숲은 대한민국 전라남도 순천시 별량면 대룡리에 있는 숲이다. 2014년 1월 14일 순천시의 향토유적 제10호로 지정되었다.

## 개요
동화사를 감싸고 있는 동백림이다.